# Xenia Knoll
Xenia Knoll (nascida em 2 de setembro de 1992) é uma tenista profissional suíça. A carreira profissional de Knoll começou em 2008, quando ela participou de seu primeiro torneio ITF em Biel/Bienne.
Knoll é conhecida por sua habilidade em jogar duplas e conquistou vários títulos em sua carreira. Ela conquistou seu primeiro título de duplas em um torneio ITF em 2010, em Maribor, na Eslovênia. Desde então, ela ganhou mais de vinte títulos de duplas em torneios ITF, incluindo quatro títulos em torneios WTA.
Além de suas conquistas em duplas, Knoll também alcançou sucesso em torneios individuais. Em 2014, ela alcançou sua primeira final em um torneio ITF em Woking, no Reino Unido, e em 2015, ela alcançou sua primeira semifinal em um torneio WTA em Gstaad, na Suíça.
Knoll também representou a Suíça na Copa Billie Jean King, a competição internacional de tênis feminino por equipes. Ela jogou em onze partidas de duplas na competição, conquistando seis vitórias.
Fora das quadras, Knoll é conhecida por seu trabalho filantrópico. Ela é embaixadora da Right To Play, uma organização sem fins lucrativos que usa o poder do esporte para inspirar e educar crianças e jovens em áreas carentes ao redor do mundo.
Ao longo de sua carreira, Knoll alcançou sua melhor posição no ranking de duplas da WTA em janeiro de 2020, quando alcançou o número 38 do mundo. Em simples, sua melhor posição foi a número 191 em agosto de 2015.